# Ray Martino
Ray Martino, pseudonimo di Mario Martiradonna (Lecce, 5 aprile 1928 – Cinisello Balsamo, 5 luglio 2019), è stato un cantante e attore italiano.

## Biografia

### Gli esordi
Ray Martino era il nome d'arte del cantante e attore Mario Martiradonna, noto anche come Ray Martin.
Mario si avvicina alla musica nel 1946 frequentando con suo fratello maggiore il Circolo Universitario di Bari, situato lungo le mura poste a difesa della vecchia città. In particolare apprezzava l'ascolto dei dischi in vinile a 78 giri chiamati “V-Disc” con incisioni delle più grandi orchestre: da Count Basie a Duke Ellington, Benny Goodman, i fratelli Tommy e Jimmy Dorsey, Harry James, Glenn Miller, Woody Herman, Jimmy Lunceford; incisioni di cantanti in voga all'epoca negli Stati Uniti: Bing Crosby, Helen Merril, Lena Horne, Mahalia Jackson, Ella Fitzgerald, Anita O'Day, Billie Holiday, Nat King Cole, Mel Tormé, Dick Haymes, Tony Bennett, Perry Como, Dean Martin, l'astro nascente Frank Sinatra e di altri artisti. Fu proprio l'ascolto di “The Voice” a ispirare Ray, trasferitosi nel 1947 a Milano dove prese a frequentare la Galleria del Corso - luogo di ritrovo abituale dei musicisti dell'area milanese, per farsi conoscere come cantante e lavorare con gruppi jazzistici, maturando e sviluppando un proprio stile personale.
Nell'estate 1948 Martino si trova in Romagna, impegnato con l'orchestra Prestipino, quando riceve un ingaggio per la stagione del teatro leggero con la rivista “Allegro” '48/49; debutto Teatro Mediolanum; il cast è composto da famosi personaggi del teatro, oltre a Walter Chiari e Marisa Maresca, Guglielmo Barnabò, Alda Mangini, Galeazzo Benti, Irene Aloisi, con la regia di Mario Mattoli e testi di Marcello Marchesi.
Nel maggio 1949 avviene la prima partecipazione cinematografica nel film “Abbiamo vinto!”, prodotto dalla Trionfalcine con la regia di Robert A. Stemmle.

### L'incontro con Louis Armstrong
Nell'autunno 1949 il giovane Ray Martino viene invitato da Louis Armstrong a duettare con lui durante alcune tappe della sua prima tournée europea post bellica. Ray è il primo cantante europeo a esibirsi accompagnato dal grande “Satchmo” e la sua  “All Star Band”: Earl “Father” Hines, Cozy Cole, Arvell Shaw, Barney Bigard, Jack Teagarden e la cantante Velma Middleton.
Nonostante la musica jazz rimanga la sua passione, Martino si esibisce anche con complessi dal repertorio più commerciale. Nel 1951 Renato Carosone lo invita, per la partenza dell'olandese Peter Van Wood, a far parte del suo quartetto con Gegè Di Giacomo e il chitarrista Alex Bacsik; Martino trascorre la stagione invernale presso il “Caprice Night Club”, collaborando alla scrittura degli arrangiamenti del quartetto.
Nel novembre del 1952 Ray lascia il Quartetto Carosone e approda in un gruppo jazzistico: Bruno Martino chiede la collaborazione di Ray Martino per il suo quintetto, composto da Franco Pisano, Sergio Valenti, Bruno Brighetti e Luciano Messina.

### Il successo
Nel giugno 1954 Ray Martino approda in Versilia dove a Tonfano (Marina di Pietrasanta) Sergio Bernardini inaugura un locale allestito fra le cabine di uno stabilimento balneare battezzato “Al Carillon”. L'estate vede Ray e il suo quartetto impegnato in diverse date, mentre prosegue il dialogo televisivo e discografico, questa volta con la CGD con la quale nascono opere quali Blue Gardenia, Tchumbalabey, Stranger in Paradise, Tu You Do, The man without a star.
Nel maggio 1955 partecipa al Festival de la Chanson Italienne con  Parigi “Palais de Chaillot”, vincendo il secondo premio.
Successivamente Martino recita nel film musicale “Carovana di canzoni”, con la regia di Sergio Corbucci e le musiche di Armando Trovajoli. Il film venne girato negli studi di Cinecittà.

### Il periodo spagnolo
Nel giugno 1956 Ray Martino lascia l'Italia con un nuovo gruppo per tentare la fortuna prima a Barcellona e successivamente a Madrid. Resterà in Spagna sei anni, esibendosi nei vari night club della penisola iberica.
Nell'estate del 1957 è la volta del Portogallo dove, oltre che esibirsi, produce incisioni discografiche con l'etichetta “Phonomat” ed esibizioni televisive. Una volta sciolto il gruppo italiano, partecipa come attore al film Il figlio di Capitan Blood, con Sean Flynn e Alessandra Panaro.
Prende parte, sempre come attore, anche al film Furto su misura, del regista George Marshall, e alla pellicola spagnola Esa pícara pelirroja.

### Il rientro in Italia
Verso la fine del 1963 Ray Martino rientra a Milano, dando vita ad una collaborazione con Enrico Intra, Pupo De Luca e Pallino Salonia, sotto la guida di Gianni Bongiovanni. In quel periodo Mike Bongiorno richiede la partecipazione di Ray Martino nello show-quiz La fiera dei sogni, programma nel quale sono presenti un gruppo di cantanti-attori (tra cui Togliani, Lojacono, Renda, Franchi e Pallesi), un gruppo di cantanti-attrici e un corpo di ballo.
Nel corso degli anni sessanta Ray viene scritturato in vari spot pubblicitari trasmessi dalle reti Rai e nei cinema italiani; queste partecipazioni valsero a Ray Martino l'assegnazione del “Bagatto d'Oro”, considerato l'Oscar della pubblicità, per due anni consecutivi, nel 1968 e 1969.
Nell'estate 1965 Bruno Beneck, esponente del settore sportivo della Rai, prepara un programma, “Le Olimpiadi Giovanili”, nel quale venivano spiegate le varie discipline di un'olimpiade, affidando la conduzione a Rolly Marchi e Ray Martino.
Nell'inverno 1967-1968 Ray assume la direzione artistica del Palace Hotel di Sankt Moritz. Torna a far parte del gruppo di Sergio Bernardini alla “Bussola Versilia” di Focette (sempre in Versilia). Nel 1972 viene invece assunto dalla Società Costa Smeralda dell'Aga Kan Karim, sempre come direttore artistico.

### Gli anni ottanta e novanta
Dopo questa esperienza in Costa Smeralda, Ray interrompe la sua attività di cantante per intraprendere altre attività: assume incarichi all'interno del Gruppo CBS Sugar (CGD Messaggerie Musicali) e dirige il settore grafico-creativo dell'azienda. Il mondo del disco e la CGD subiscono però una profonda crisi a causa dell'introduzione di nuovi formati di registrazione e riproduzione, nonché l'avvento di nuovi generi innovativi. Così Ray Martino, dopo la parentesi manageriale, decide di tornare al Jazz, intraprendendo concerti ed esibizioni con jazzisti italiani. Si cimenta in un nuovo repertorio, appartenente ai compositori della musica popolare statunitense nata tra la fine dell'Ottocento ed il 1950/1960. Negli anni ottanta la Rai offre a Ray Martino un programma radiofonico di ventidue puntate, il “Club 21”, in onda i martedì sera di cui, oltre che cantante e attore, è anche il coautore dei testi; registra presso gli studi di corso Sempione a Milano oltre settantadue brani del repertorio classico dei grandi autori americani: J. Kern, V. Youmans, R. Rodgers, G. Gershwin, V. Young, C. Porter, V. Duke, R. Noble, D. Ellington, M. Dennis, H. Carmichael, McHugh ed altri famosi musicisti.

## Discografia

### Singoli/EP
- (13/5/1952) Papaveri e papere/Buona Pasqua (Pathé, MG 102)
- 1955 - Ballata selvaggia/You You You (CGD, PV. 1970)
- (4/4/1958) Songo americano/Tic-Ti-Tic-Ta/Guaglione/Basie's Blues (Vintage Music)
- 1959 - Tom Dooley/When (Vis Radio, ViMQN 36456)
- 1959 - Las classes de cha cha cha/La familia (Vis Radio, ViMQN 36458)
- 1960 - Las classes de cha cha cha/Cha cha cha de los feos (Olympia, VRG 202); pubblicato in Grecia
- xxxx - Buenos dias Maria/Jingle Bells Rock/Picolíssima serenata/Adios muchachos (Fonomat, DP 1014); pubblicato in Portogallo

### Compilation
- 1955 - 1ª selezione dei grandi successi CGD (CGD, MV 0207); con il brano Darling je vous aime beaucoup
- 1982 - C'era una volta "La Bussola" (CGD, CGD 20330)

## Filmografia
- Abbiamo vinto, regia di Robert A. Stemmle (1950)
- Carovana di canzoni, regia di Sergio Corbucci (1954)
- Furto su misura (1957)
- Esa picara pelirroja (1957)
- 79 A.D., regia di Gianfranco Parolini (1962)
- Il figlio di Capitan Blood, regia di Tulio Demicheli (1962)